# Tulga
Tulga, död 642, var kung i västgotiska riket från 639 till 642. 